# 胡智爲
胡智爲（1993年11月4日—），是台灣職業棒球選手，擔任投手。曾效力於美國職棒聖地牙哥教士的小聯盟系統，2021年返回台灣，目前效力於中華職棒統一7-ELEVEn獅。

## 生平

### 學生時期
曾為中部勁旅西苑高中青棒隊，在學時期就是拼命三郎，但高中時期曾因意外滑倒傷及右臂，有約一年期間掛傷無法打球，所幸之後傷勢好轉且球速提升至151km/h，讓胡受到了球探的關注，高中畢業後即成為旅外球員。

### 美國職棒
2012年明尼蘇達雙城以簽約金26萬美元簽下胡智爲，自2013年開始於小聯盟出賽。
2015年被交易到坦帕灣光芒的小聯盟系統中。
2016年11月18日，光芒為避免於規則五選秀中失去胡智爲，讓其首度進入了40人名單。
2017年4月23日，因牛棚主力Tommy Hunter受傷，光芒讓胡升上大聯盟填補戰力缺口，為台灣第12位登上大聯盟的球員。4月24日與巴爾的摩金鶯隊的比賽中球隊處落後時，於8局下接替Ryan Garton投球，以後援一局3上3下完成大聯盟初登板。
2018年11月，經由交易轉往克里夫蘭印地安人隊，印地安人隊將胡定位為牛棚的補強之一。
2019年7月初遭指定讓渡（DFA）移出了40人名單，之後續留印地安人隊，並從3A被下放到2A層級，同月遭到印地安人隊釋出。同年8月6日與芝加哥小熊隊簽下小聯盟合約。同年球季後成為自由球員，轉與聖地牙哥教士簽下小聯盟合約。

### 中華職棒
2021年回到台灣發展，起初於味全龍自主培訓，後於選秀會被統一7-ELEVEn獅以首輪第4順位選中。於2021年8月29日面對中信兄弟的比賽首次登板。

## 相關事件
2022年7月8日於臺南市立棒球場對樂天桃猿的比賽，6局上時，因不顧主審警告，對4局下進行守備意外造成隊友林子豪受傷退場的三壘手梁家榮投出故意觸身球，引發雙方板凳清空而遭驅逐出場。 隔日聯盟認定胡智爲的投球為故意狙擊之投球處罰款2萬元。

## 個人生活
2022年1月3日，胡智爲向Uni Girls成員之一艾璐求婚成功。

## 職棒生涯成績

### 美國職棒
| 年度 | 球隊       | 出賽 | 先發 | 勝投 | 敗投 | 中繼 | 救援 | 完投 | 完封 | 三振 | 四壞 | 責失 | 投球局數 | 自責分率 | 被上壘率 |
| ---- | ---------- | ---- | ---- | ---- | ---- | ---- | ---- | ---- | ---- | ---- | ---- | ---- | -------- | -------- | -------- |
| 2017 | 坦帕灣光芒 | 6    | 0    | 1    | 1    | 0    | 0    | 0    | 0    | 9    | 4    | 4    | 10.0     | 2.70     | 0.90     |
| 2018 | 坦帕灣光芒 | 5    | 0    | 0    | 0    | 0    | 0    | 0    | 0    | 12   | 3    | 6    | 13.0     | 4.15     | 0.77     |
| 合計 | 2年        | 11   | 0    | 1    | 1    | 0    | 0    | 0    | 0    | 21   | 7    | 9    | 23.0     | 3.52     | 0.83     |

### 中華職棒
| 年度 | 球隊           | 出賽 | 先發 | 勝投 | 敗投 | 中繼 | 救援 | 完投 | 完封 | 三振 | 四死 | 責失 | 投球局數 | 自責分率 | 被上壘率 |
| ---- | -------------- | ---- | ---- | ---- | ---- | ---- | ---- | ---- | ---- | ---- | ---- | ---- | -------- | -------- | -------- |
| 2021 | 統一7-ELEVEn獅 | 12   | 11   | 4    | 4    | 0    | 0    | 0    | 0    | 52   | 25   | 33   | 62.2     | 4.74     | 1.36     |
| 2022 | 統一7-ELEVEn獅 | 27   | 26   | 9    | 13   | 0    | 0    | 0    | 0    | 84   | 49   | 56   | 150.2    | 3.35     | 1.45     |
| 2023 | 統一7-ELEVEn獅 | 18   | 15   | 4    | 8    | 0    | 0    | 0    | 0    | 42   | 23   | 44   | 84.1     | 4.70     | 1.48     |
| 2024 | 統一7-ELEVEn獅 | 8    | 5    | 2    | 3    | 1    | 0    | 0    | 0    | 13   | 11   | 15   | 27.0     | 5.00     | 1.48     |
| 合計 | 4年            | 65   | 57   | 19   | 28   | 1    | 0    | 0    | 0    | 191  | 108  | 148  | 324.2    | 4.10     | 1.44     |

## 外部連結
- 胡智為在美國職棒官網（英语）
- 胡智為在中華職棒官網
- 胡智為在Baseball-Reference.com（大聯盟）（英语）
- 胡智為在Baseball-Reference.com（小聯盟以及海外聯盟）（英语）
- 胡智為在ESPN（MLB）（英语）
- 胡智為在FanGraphs.com（英语）
- 胡智為在Retrosheet（英语）
- 胡智為在The Baseball Cube（英语）
- 胡智爲的Facebook專頁
- 胡智爲的Instagram帳戶
- 胡智爲在台灣棒球維基館上的頁面（繁體中文）

| 前任： 古林睿煬 | 統一7-ELEVEn獅開幕戰先發投手 2022年 | 繼任： 羅昂 |